# Folivora
Los perezosos o folívoros (Folivora, lat. «que come hojas») son un suborden de mamíferos placentarios neotropicales del orden de los pilosos, endémicos de las selvas húmedas de América Central y América del Sur. Las especies actuales se pueden clasificar en dos géneros: perezosos de tres dedos (Bradypus) y perezosos de dos dedos (Choloepus).
El parecido de los perezosos con los primates es solo aparente, pues no guardan relación cercana alguna con estos; lo cual es un buen ejemplo de evolución convergente. Están emparentados con los osos hormigueros y más lejanamente, con los armadillos.
Los llaman perezosos porque suelen pasar hasta 18 horas durmiendo y se mueven muy lento.
Existen seis especies de perezosos en dos géneros: Bradypus (perezosos de tres dedos) y Choloepus (perezosos de dos dedos). A pesar de esta denominación tradicional, todos los perezosos tienen tres dedos en cada extremidad trasera - aunque los perezosos de dos dedos tienen sólo dos dígitos en cada extremidad anterior. Los dos grupos de perezosos pertenecen a familias diferentes, lejanamente emparentadas, y se cree que desarrollaron su morfología mediante evolución paralela a partir de ancestros terrestres. Además de las especies actuales, muchas especies de perezosos terrestres del tamaño de elefantes (como el Megatherium) habitaron tanto en Norteamérica como en Sudamérica durante el Pleistoceno. Sin embargo, se extinguieron durante el Evento de extinción del Cuaternario hace unos 12.000 años, junto con la mayoría de los animales de gran tamaño del Nuevo Mundo. La extinción coincide en el tiempo con la llegada de los humanos, pero también se ha sugerido que contribuyó al cambio climático. Los miembros de una radiación endémica de perezosos caribeños también vivieron en las Antillas Mayores, pero se extinguieron después de que los humanos se establecieran en el archipiélago a mediados del Holoceno, hace unos 6 000 años.
Los perezosos se llaman así por su metabolismo muy bajo y sus movimientos deliberados. Pereza, relacionado con lento, significa literalmente pereza, y sus nombres comunes en varios otros idiomas (por ejemplo, en alemán: Faultier, en francés: paresseux, en español: perezoso, rumano: leneș, finlandés: laiskiainen) también significan perezoso o similar. Su lentitud les permite alimentarse a base de hojas y evita ser detectados por halcones y gatos depredadores que cazan con la vista. Los perezosos son casi indefensos en el suelo, pero son capaces de nadar. El pelaje desgreñado tiene estrías que albergan algas verdes simbióticas que camuflan al animal entre los árboles y le proporcionan nutrientes. Las algas también alimentan a las polillas del perezoso, algunas especies de las cuales viven únicamente de perezosos.

## Alimentación
Los perezosos se clasifican como folívoros, ya que su dieta consiste principalmente en yemas, brotes tiernos y hojas, principalmente de árboles del género Cecropia. Se ha documentado que algunos perezosos comen insectos, pequeños reptiles y aves como suplemento a su dieta. Los perezosos están completamente adaptados a la vida arborícola, desplazándose muy lentamente entre las ramas. Caminan con mucha dificultad sobre el suelo. Las hojas, su principal fuente de alimento, proporcionan muy poca energía y nutrientes, y no las digieren fácilmente, por esta razón los perezosos tienen estómagos de acción lenta, muy grandes y especializados, con múltiples compartimentos en los que habitan bacterias simbióticas que descomponen las hojas duras. Su digestión puede durar un mes o más en completarse.

## Características físicas
En marcado contraste con los hormigueros, los perezosos tienen la cabeza redondeada. 
El cuello posee seis vértebras cervicales en el perezoso de dos dedos (Choloepus) y nueve o diez en los de tres dedos (Bradypus). Los dientes anteriores están ausentes y los posteriores son hileras de protuberancias cilíndricas todas ellas aproximadamente iguales, desprovistas de cubierta de esmalte, pero que han adquirido una superficie trituradora y crecimiento continuo.
Las patas anteriores son más largas que las posteriores y están provistas de uñas ganchudas para colgarse de las ramas. En la cintura pectoral la clavícula se articula con el coracoides, carácter único entre los mamíferos.
El perezoso de tres dedos cuenta con una pequeña cola mientras el de dos dedos carece de ella. Sus garras miden de 8 a 10 cm y funcionan como herramientas de agarre, así como para la defensa.
Con frecuencia sobre su pelo crecen cianobacterias (Cyanoderma) y algas clorofíceas (Trichophilus) lo que les otorga una coloración verdosa que contribuye, junto a su lento movimiento, a pasar desapercibidos frente a los depredadores.
El tamaño del perezoso varía de acuerdo al género. El de dos dedos es más grande con una longitud corporal entre 58 y 70 cm y un peso entre 4 y 8 kg. Por su parte, el perezoso de tres dedos mide 45 cm de longitud aproximadamente, con un peso entre 3.5 y 4.5 kg.

## Comportamiento
Los perezosos descienden aproximadamente una vez cada ocho días para defecar en el suelo. La razón y mecanismo de este comportamiento ha sido debatido durante mucho tiempo entre los científicos. Hay unas cinco hipótesis: fertilizar árboles cuando las heces se depositan en la base;cubrir las heces y evitar la depredación. comunicación química entre individuos; recoger nutrientes traza en sus garras, nutrientes luego ingeridos; y favorecer una relación mutua con las poblaciones de polillas de su pelaje Recientemente surgió una nueva hipótesis, que da evidencia contra las anteriores y propone que todos los perezosos actuales descienden de especies que defecaban en el suelo y sólo no se dio suficiente presión selectiva para dejar ese comportamiento al ser muy escasos los casos de depredación al defecar.

## Depredadores
Algunos de sus principales depredadores son las serpientes constrictoras (anacondas), grandes felinos (pumas y jaguares) y, en ocasiones, aves de presa (como el águila harpía). Poseen garras muy afiladas que no solo les sirven para el sustento sino también como una efectiva arma de defensa que puede ser extremadamente peligrosa para sus atacantes. Cuando deben cruzar un río donde la vegetación no forme puentes aéreos pueden nadar con rapidez.

## Perezosos gigantes

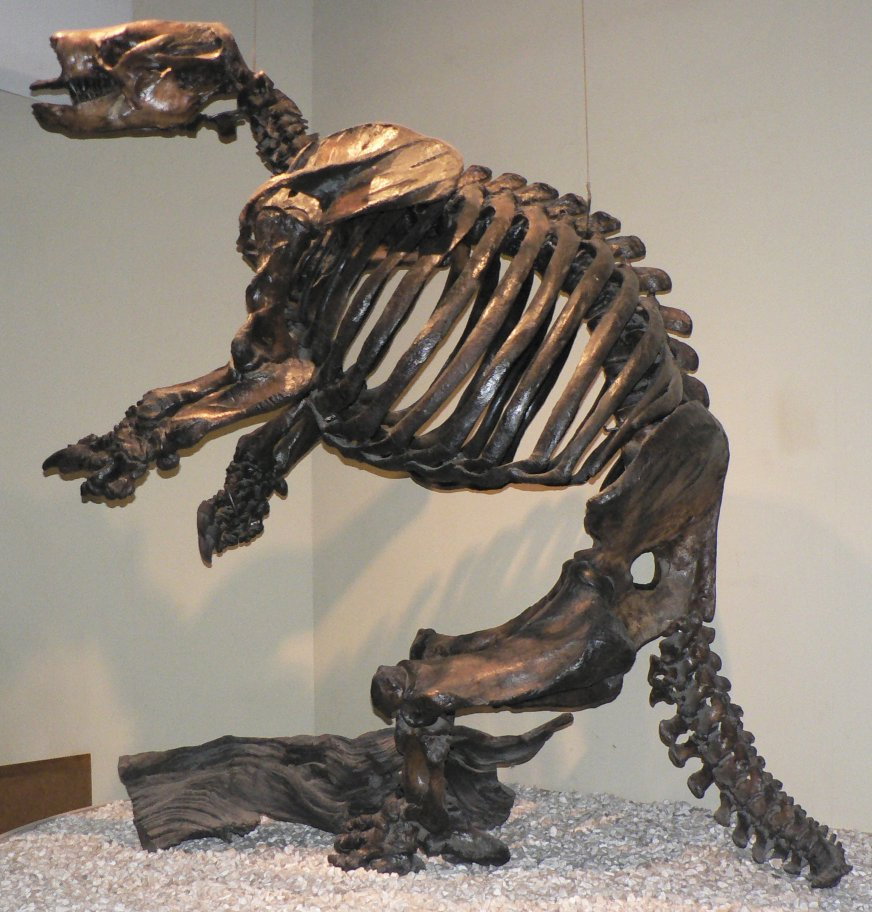
Esqueleto de Paramylodon.

Entre el Oligoceno y Pleistoceno existieron varias familias de perezosos terrestres gigantes; eran animales cuadrúpedos con las patas anteriores más cortas que las posteriores y provistas de garras. Es probable que fuesen prácticamente bípedos agarrando las ramas de los árboles y arrancándolas con su peso. Se han descrito cerca de 50 géneros de perezosos terrestres, muestra de que tuvieron un gran éxito ecológico en los bosques sudamericanos. Megatherium era mayor que un elefante; Neomylodon persistió casi hasta la actualidad; otros géneros fueron Megalonyx,  Mylodon y
Eremotherium. Habitaron en América del Sur y parte de América del Norte.

### Evolución

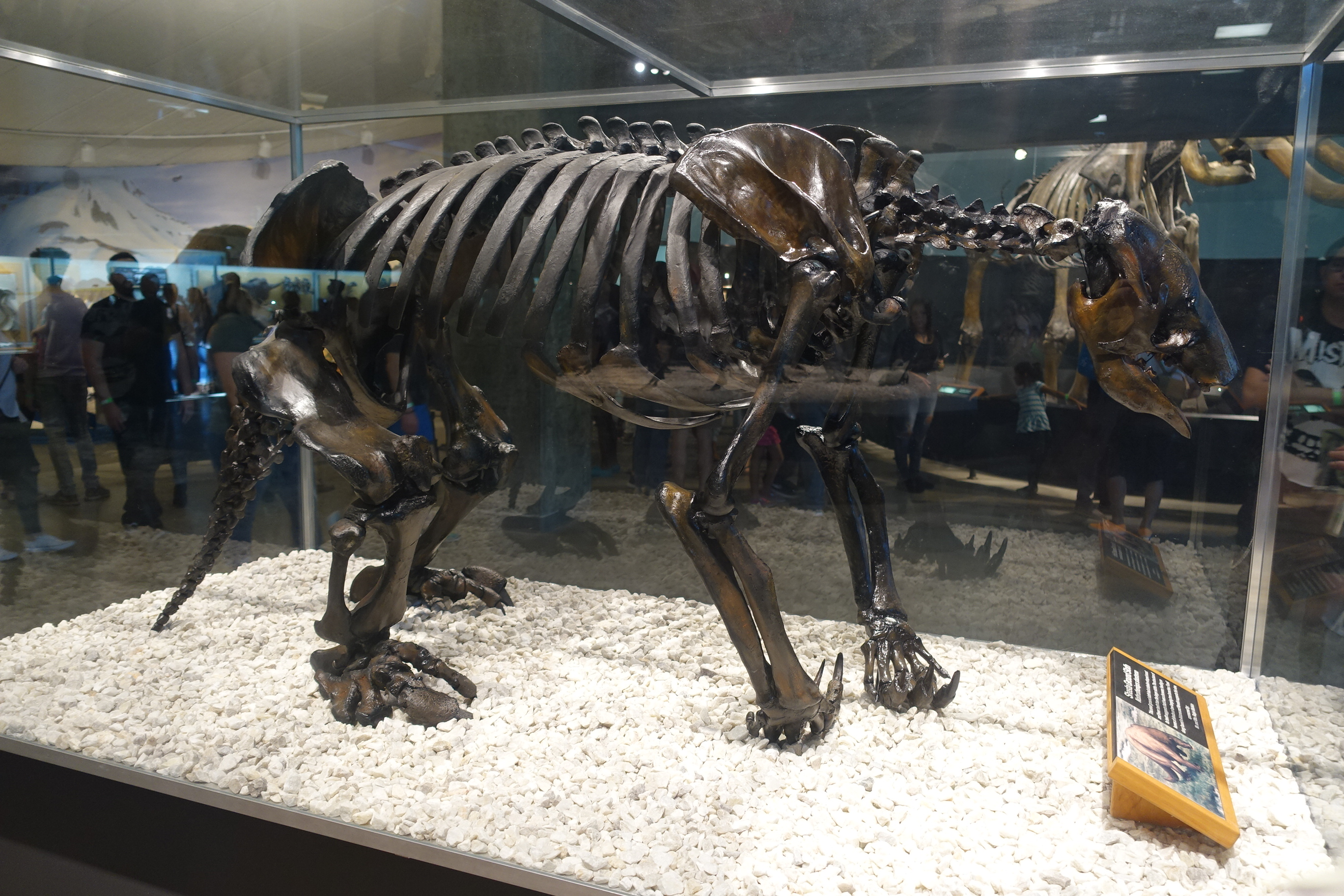
Nothrotheriops shastensis (Nothrotheriidae, La Brea)

El ancestro común de los dos géneros de perezosos existentes data de hace unos 28 millones de años, siendo las similitudes entre los perezosos de dos y tres dedos un ejemplo de evolución convergente hacia un estilo de vida arborícola, «uno de los ejemplos más sorprendentes de evolución convergente conocidos entre los mamíferos».  Los antiguos Xenarthra incluían una variedad significativamente mayor de especies, con una distribución más amplia, que los actuales. Los antiguos perezosos eran en su mayoría terrestres, y algunos alcanzaron tamaños que rivalizan con los de los elefantes, como fue el caso del Megatherium'.

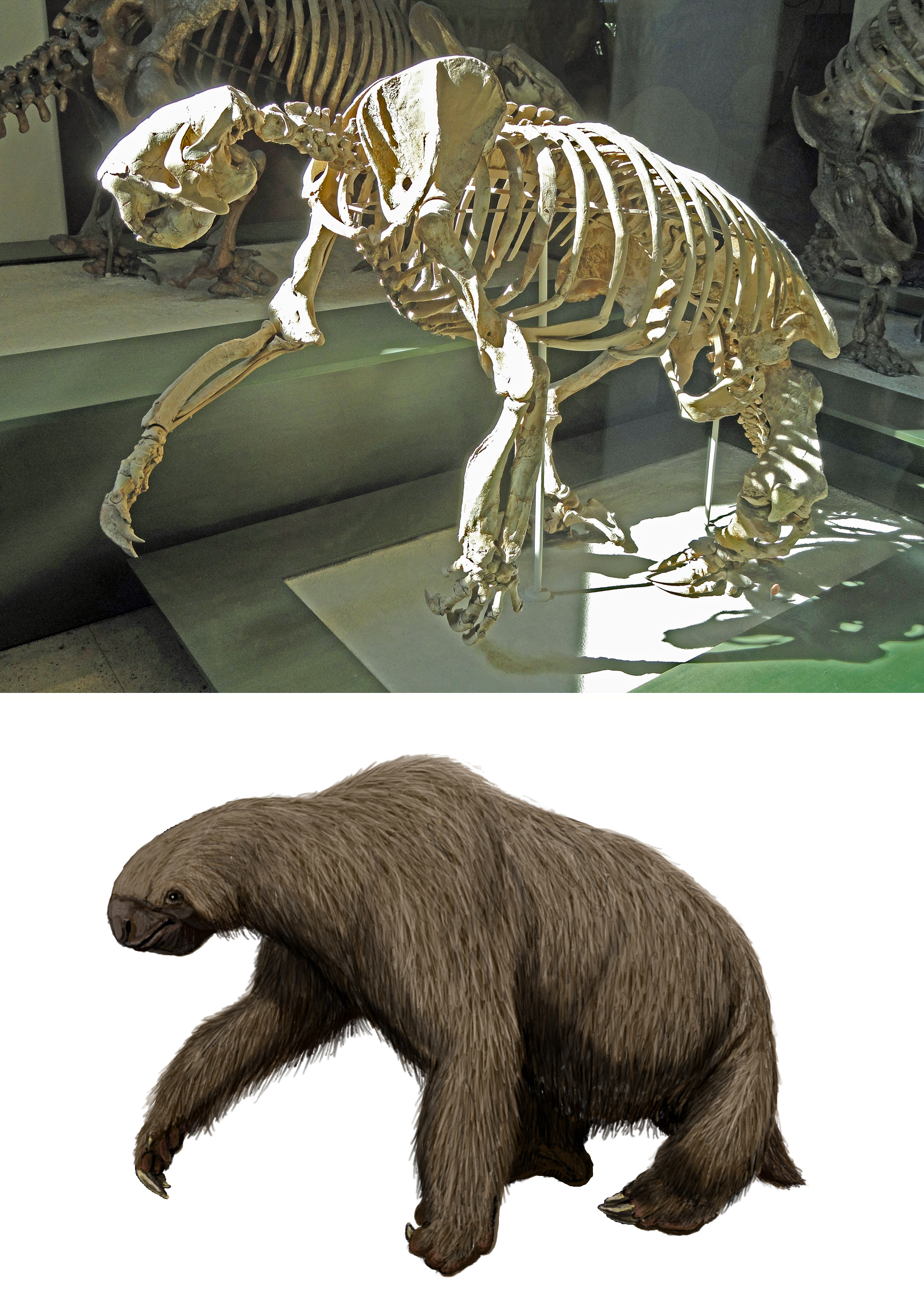
Megalonyx wheatleyi (Megalonychidae) fósil (AMNH) y restauración

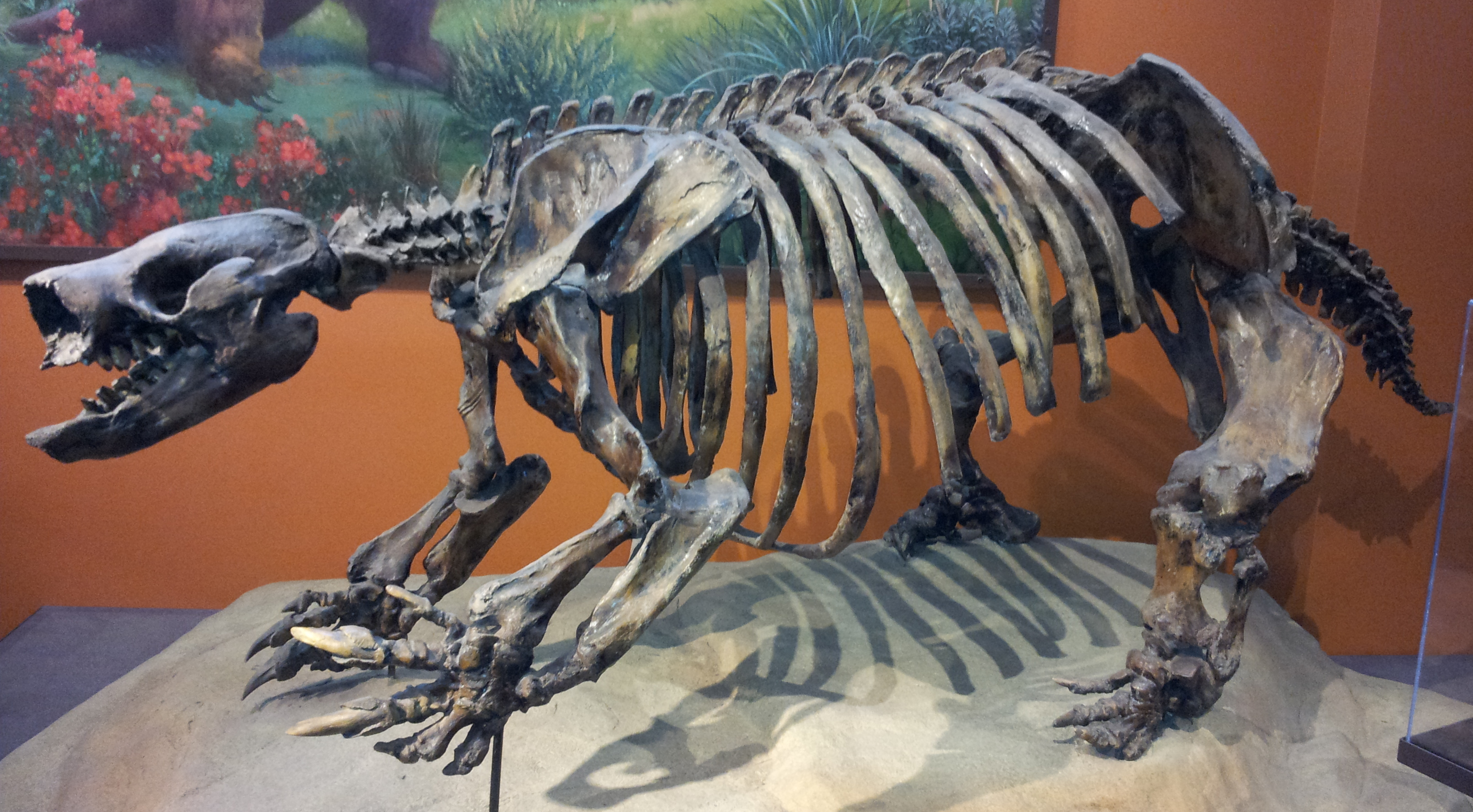
Paramylodon harlani (Mylodontidae, San Diego)

Los perezosos surgieron en Sudamérica durante un largo periodo de aislamiento y acabaron extendiéndose a varias islas del Caribe, así como a Norteamérica. Se cree que la natación condujo a la dispersión oceánica de los pilosanos a las Antillas Mayores en el Oligoceno, y que el megalónido Pliometanastes y el mylodontid Thinobadistes pudieron colonizar Norteamérica hace unos 9 millones de años, mucho antes de la formación del Istmo de Panamá. Esta última evolución, hace unos 3 millones de años, permitió que megaterios y notroterios invadieran también Norteamérica como parte del Gran Intercambio Americano. Además, el nothrotheriid Thalassocnus de la costa oeste de Sudamérica se adaptó a un estilo de vida semiacuático y, con el tiempo, quizá totalmente acuático marino.  En Perú y Chile, Thalassocnus se introdujo en el hábitat costero a partir del Mioceno tardío. Es de suponer que vadearon y remaron en el agua durante un corto período de tiempo, pero en una distancia de 4 millones de años, con el tiempo se convirtieron en criaturas nadadoras, convirtiéndose en especialistas en alimentarse en el fondo de las praderas marinas, similares a las actuales sireniasn.
Ambos tipos de perezosos arborícolas existentes tienden a ocupar los mismos bosques; en la mayoría de las zonas, predominarán conjuntamente una especie concreta del perezoso de tres dedos (Bradypus), algo más pequeño y generalmente de movimientos más lentos, y una sola especie del tipo de dos dedos. Basándose en comparaciones morfológicas, se pensaba que los perezosos de dos dedos anidaban filogenéticamente dentro de una de las divisiones de los extintos Perezosos de las Antillas Mayores. Aunque se han recopilado datos sobre más de 33 especies diferentes de perezosos mediante el análisis de las estructuras óseas, muchas de las relaciones entre clados en un árbol filogenético no estaban claras. Gran parte de las pruebas morfológicas recogidas para apoyar la hipótesis de la difilia se han basado en la estructura del oído interno.
Datos moleculares obtenidos recientemente del colágeno y secuencias de ADN mitocondrial coinciden con la hipótesis de la difilia (evolución convergente) pero han anulado algunas de las otras conclusiones obtenidas a partir de la morfología. Estas investigaciones sitúan sistemáticamente a los perezosos de dos dedos cerca de los milodóntidos y a los perezosos de tres dedos dentro de Megatherioidea, cerca de Megalonyx, megaterioideos y nothrotheriidos. Hacen que la familia anteriormente reconocida Megalonychidae polifilética, con los perezosos de dos dedos y los perezosos de las Antillas Mayores alejados de Megalonyx. Los perezosos de las Antillas Mayores se colocan ahora en una rama separada, basal del árbol evolutivo de los perezosos.

## Taxonomía
El suborden Folívora incluye las siguientes familias:
Suborden Folivora
- Familia Megalocnidae †
- Superfamilia Megatherioidea
  - Familia Nothrotheriidae †
  - Familia Megatheriidae †
  - Familia Megalonychidae †
  - Familia Bradypodidae
- Superfamilia Mylodontoidea
  - Familia Scelidotheriidae †
  - Familia Choloepodidae
  - Familia Mylodontidae †